# Crocidura caspica
Crocidura caspica, musaraña del Caspio, es una especie de mamífero soricomorfo de la familia Soricidae, endémica del sureste del mar Caspio. 
Fue descrita por primera vez por Oldfield Thomas en 1907. En 1966 Ellerman y Morrison-Scott la incluyeron en la especie C. russula y en 1993 Zaitsev en la especie C. leucodon.
Se encuentra únicamente en las regiones costeras del suroeste del mar Caspio: Irán y Azerbaiyán.
Aparece catalogada en la Lista Roja de la UICN como «DD, datos insuficientes».